# Bolafløttur
Bolafløttur är ett berg som ligger vid byn Sørvágur på ön Vágar i Färöarna. Bergets högsta topp ligger på 458 meter över havet.